# Neurothemis oligoneura
Neurothemis oligoneura is een libellensoort uit de familie van de korenbouten (Libellulidae), onderorde echte libellen (Anisoptera).
De wetenschappelijke naam Neurothemis oligoneura is voor het eerst geldig gepubliceerd in 1867 door Brauer.